# Kraljeva družba
Predsednik, svet in člani Londonske kraljeve družbe za izboljšanje naravne vednosti, Kraljeva družba ali tudi Kraljevo društvo (angleško Royal Society) iz Londona je najstarejše strokovno združenje, ki še vedno obstaja. Ustanovili so jo novembra 1660, leta 1783 pa se je združila z Kraljevo družbo v Edinburgu. Kraljeva irska akademija, ustanovljena leta 1782, je tudi tesno povezana s Kraljevo družbo. Člane Kraljeve družbe označujejo s kratico F.R.S. (Fellow of the Royal Society).
Vse tri družbe se ukvarjajo predvsem z matematičnimi in naravoslovnimi znanostmi in področji. Obstaja tudi več drugih kraljevih družb, ki podpirajo druga področja znanosti – na primer Kraljeva astronomska družba (RAS), ustanovljena leta 1820.
Čeprav je Kraljeva družba prostovoljno društvo, velja za narodno akademijo znanosti Združenega kraljestva. Je članska organizacija Znanstvenega sveta.

## Članstvo
Član lahko postane državljan katere od držav Skupnosti narodov in Republike Irske, sicer morajo biti izvoljeni kot tuji člani. Družba pozna še dve dodatni kategoriji članstva, »kraljeve člane« (za člane, ki pripadajo britanski kraljevi družini) in »častne člane«. Člani so upravičeni do uporabe naziva FRS (kratica za Fellow of the Royal Society) za imenom, tuji člani pa ForMemRS. Na leto lahko izvolijo največ 44 članov, šest tujih in enega častega člana. Članstvo je priznano po celem svetu kot eno od najprestižnejših položajev v znanosti.
Med ustanovnimi člani družbe je bilo veliko znamenitih znanstvenikov, oziroma so skozi zgodovino postali njeni člani. V najzgodnejši skupini (»original fellow«) so bili Robert Boyle, John Evelyn, sir Francis Fane, Nicasius Le Febure, sir John Finch, John Gauden, Francis Glisson, Theodore Haak, William Hammond, sir Robert Harley, Christopher Hatton, sir James Hayes, Nathaniel Henshaw, Thomas Henshaw, William Hoare, William Holder, Robert Hooke, sir John Hoskins, Charles Howard, sir Andrew King, Christopher Merrett, Edward Montagu, sir Anthony Morgan, sir William Petty, John Wallis, John Wilkins, Thomas Willis in sir Christopher Wren. Sir Isaac Newton jim je prikazal svojo teorijo o optiki in je kasneje postal njen predsednik.

### Predsedniki
Glejte glavni članek Predsednik Kraljeve družbe
Seznam izbranih predsednikov:
- lord William Brouncker (1662-1667) - prvi predsednik
- sir Christopher Wren (1680-1682)
- Samuel Pepys (1684-1686)
- sir Isaac Newton (1703-1727)
- sir Joseph Banks (1778-1820)
- sir Joseph Dalton Hooker (1873-1878)
- Thomas Henry Huxley (1883-1885)
- sir George Gabriel Stokes (1885-1890)
- sir William Thomson (lord Kelvin) (1890-1895)
- Ernest Rutherford (lord Nelson) (1925-1930)

### Tuji člani
Od tujcev so kot člani najbolj znani:
- Aleksej Aleksejevič Abrikosov (10. maj 2001),
- Friedrich Wilhelm Bessel (9. junij 1825),
- Ruđer Josip Bošković (15. januar 1761),
- Albert Einstein (5. maj 1921),
- Daniel Gabriel Fahrenheit (7. maj 1724),
- Benjamin Franklin (29. maj 1756) (»fellow«),
- Murray Gell-Mann (20. april 1978),
- Otto Hahn (18. junij 1957)
- Christiaan Huygens (20. junij 1663) (»original fellow«),
- Donald Ervin Knuth (15. maj 2003),
- Pierre-Louis Moreau de Maupertuis (27. junij 1728)
- Janez Vajkard Valvasor (14. december 1687) in mnogi drugi.

## Izbrana bibliografija
- Sylva, John Evelyn, 1664,
- Micrographia, Robert Hooke, 1665,
- Philosophical Transactions of the Royal Society, najstarejša znanstvena revija, ki neprekinjeno izhaja.
- Biology Letters

## Časovni pregled (nepopoln)
- 1660. - neuradni sestanki,
- 1660 28. november - ustanovitev,
- 1661 - ime se prvič pojavi v tisku, knjižnica predstavi svojo prvo knjigo,
- 1662 - Kraljeva ustanovna listina dovoli družbi objavljati,
- 1663 - druga Kraljeva ustanovna listina,
- 1665 - prva izdaja Philosophical Transactions,
- 1666 - zaradi požara v Londonu se družba preseli v Arundel House,
- 1710 - družba si pridobi lastno domovanje v Crane Courtu.